# Swetlana Jakowlewna Bersina
Swetlana Jakowlewna Bersina (russisch Светлана Яковлевна Берзина; * 7. März 1932 in Moskau; † 24. April 2012 ebenda) war eine sowjetisch-russische Historikerin und Afrikawissenschaftlerin, die sich insbesondere mit dem Antiken Reich von Kusch in der Meroe-Zeit befasste.

## Leben
Bersina studierte an der Universität Kiew am Lehrstuhl für Archäologie der Fakultät für Geschichtswissenschaft mit Abschluss 1954.
Ab 1954 arbeitete Bersina als wissenschaftliche Mitarbeiterin im Historisch-Archäologischen Museum Kertsch.
1960–1981 arbeitete Bersina in Moskau in der Grundlagen-Bibliothek für allgemeine Wissenschaften der Akademie der Wissenschaften der UdSSR im Sektor für die Länder Asiens und Afrikas. Daneben absolvierte sie 1965–1970 die Aspirantur im Institut für orientalische Sprachen der Lomonossow-Universität Moskau (jetzt Institut der Länder Asiens und Afrikas) und lehrte am Lehrstuhl für Afrikawissenschaften. 1970 verteidigte sie mit Erfolg ihre Dissertation über die Bildungsbedingungen im Alten Ghana für die Promotion zur Kandidatin der Geschichtswissenschaften. 1977 begann sie ihre Doktorarbeit am Institut für Orientalistik der Akademie der Wissenschaften der UdSSR in der Abteilung für Altorientalistik. 1979 verteidigte sie mit Erfolg ihre Doktor-Dissertation über Meroe und die umgebende Welt im 1. bis 8. Jahrhundert für die Promotion zur Doktorin der Geschichtswissenschaften. Darauf wurde sie Mitarbeiterin des Moskauer Museums des Orients und blieb es bis zu ihrem Tode.
1987 wurde Bersina Vorstandsmitglied der Gesellschaft der Freundschaft der UdSSR und der Arabischen Republik Ägypten.
Bersina war eine anerkannte Expertin für die Geschichte und Kultur Meroes und nahm an vielen internationalen Meroe-Konferenzen teil. Sie untersuchte die Rolle deer Kunst bei den Kontakten der antiken und orientalischen Zivilisationen. Mehr als 15 Jahre lang war sie Kuratorin der Stiftung für Gemmen, Stempelsiegel und Bullen des Orients, zu deren Gestaltung sie wesentlich beigetragen hatte. 2010 gab sie einen Katalog der alten Gemmen des Orients heraus. Ihre Zusammenarbeit mit privaten Sammlern diente der Bereicherung der Museumssammlungen. Sie erstellte den Katalog der Waffen und Metallkunstgegenstände des tropischen Afrikas des Museums des Orients. Sie beteiligte sich an der Ausstellungstätigkeit des Museums und bereitete mehrere Ausstellungen vor.

## Ehrungen
- Verdiente Kulturarbeiterin der Russischen Föderation (1999)